# Kelanbaike Makan
Kelanbaike Makan (可兰白克马坎S, Kělánbáikè MǎkǎnP; Artux, 27 settembre 1992) è un cestista cinese di origine tagica.

## Carriera

### Club
Figlio di un giocatore di pallavolo, nasce ad Artux nella regione autonoma uigura dello Xinjiang. Una volta completati gli studi a Ürümqi debutta nella massima serie cinese nel 2008 a soli 16 anni nel Xinjiang Flying Tigers, squadra che lo vedrà successivamente nel ruolo di capitano. Ala piccola che fa del tiro da tre e della difesa i propri punti di forza, nel 2017 conquista il titolo.

### Nazionale
Segna sette punti all'esordio in nazionale cinese nel 2013 contro Porto Rico. Nel 2019 prende parte al campionato mondiale maschile di pallacanestro.

## Palmarès
- Campionato cinese: 1

Xinjiang Flying Tigers: 2016-17